# Cadrema
Cadrema là một chi ruồi trong họ Chloropidae.